# Jeroným Grohmann
Jeroným Grohmann, také Hieronym Grohmann (12. října 1803 Skalice u České Lípy – 1. prosince 1859 Praha) byl český zlatník, stříbrník a klenotník, majitel továrny na zlaté a stříbrné zboží.

## Život
Pocházel z německé severočeské rodiny, roku 1821 se v Praze vyučil zlatníkem a stříbrníkem a oženil se s Aloisií, dcerou svého mistra Kašpara Kerlického. Prosadil se velkovýrobou stříbrného zboží. Od roku měl privilegium dvorského dodavatele nádobí a klenotů, který mohl prodávat bez omezení cechů po celé Rakouské říši. Bydlel na nároží Panské ulice č. 2 a Příkopů. Živnosti se zřekl roku 1847, ale pak jeho závod až do roku 1862 vedla žena Aloisie se syny.

## Dílo
Dochovaly se asi dvě desítky prací, jednak církevní zakázky pro Břevnovský klášter (opatská berla, kalich), pro různé české kostely, ze světské produkce nádobí jako poháry, číše nebo mísy, dále stolní náčiní (příbory), trofeje pražského spolku střelců a šperky. Patřil k dobrodincům pražských muzejních sbírek, daroval své práce nebo sběratelské předměty.

## Značky
Jeho práce bývají značeny raženou puncovní značkou s monogramem HG v oválném nebo zaobleném štítku, rakouskou kontrolní značkou s písmenem B pražského puncovního úřadu a od roku 1846 také dvojhlavým říšským orlem. V pouzdrech nádob z jeho závodu bývá vlepena papírová viněta se jménem a adresou nebo je vyražena zlatotiskem na víku pouzdra. Jméno sloužilo jako název firmy i po smrti zakladatele, kdy vystavovala na dvou světových výstavách a na rakouských průmyslových výstavách.